# Hội nghị thượng đỉnh An ninh hạt nhân 2012
Hội nghị thượng đỉnh an ninh hạt nhân 2012 là hội nghị thượng đỉnh an ninh hạt nhân thứ hai, hội nghị được tổ chức tại Trung tâm hội nghị và triển lãm COEX ở Seoul, Hàn Quốc trong 2 ngày 26 và 27 tháng 3 năm 2012 với sự tham gia của các nguyên thủ quốc gia đến từ 53 nước và lãnh đạo các tổ chức quốc tế. Lãnh đạo các quốc gia sẽ tập trung thảo luận về việc tăng cường an ninh và phòng ngừa các hoạt động khủng bố đối với nguyên liệu hạt nhân và cơ sở hạt nhân. Hội nghị sẽ đánh giá lại những tiến bộ mà cộng đồng quốc tế đã đạt được trong lĩnh vực an ninh hạt nhân kể từ Hội nghị thượng đỉnh ở Washington năm 2010, sẵn sàng đưa ra các biện pháp an ninh mới. 
Vấn đề hạt nhân của Cộng hòa Dân chủ Nhân dân Triều Tiên và của Iran không phải là chủ đề chính của hội nghị, và chỉ được bàn thảo tại các cuộc gặp song phương bên lề hội nghị.

## Thành phần tham dự
| Quốc gia                             | Tên                             | Chức vụ                                                 |
| ------------------------------------ | ------------------------------- | ------------------------------------------------------- |
| Algérie                              | Abdelaziz Bouteflika            | Tổng thống Algérie                                      |
| Argentina                            | Cristina Fernández de Kirchner  | Tổng thống Argentina                                    |
| Armenia                              | Serzh Sargsyan                  | Tổng thống Armenia                                      |
| Australia                            | Julia Gilard                    | Thủ tướng Úc                                            |
| Bỉ                                   | Elio Di Rupo                    | Thủ tướng Bỉ                                            |
| Brasil                               | Dilma Rousseff                  | Tổng thống Brazil                                       |
| Canada                               | Stephen Harper                  | Thủ tướng Canada                                        |
| Chile                                | Sebastián Piñera                | Tổng thống Chile                                        |
| CHND Trung Hoa                       | Hồ Cẩm Đào                      | Chủ tịch Cộng hòa Nhân dân Trung Hoa                    |
| Cộng hòa Séc                         | Václav Klaus                    | Tổng thống Cộng hòa Séc                                 |
| Ai Cập                               | Mohamed Hussein Tantawi         | Chủ tịch Hội đồng tối cao các lực lượng vũ trang Ai Cập |
| Liên minh châu Âu                    | Herman Van Rompuy               | Chủ tịch Liên minh châu Âu                              |
| Phần Lan                             | Tarja Halonen                   | Tổng thống Phần Lan                                     |
| Pháp                                 | Nicolas Sarkozy                 | Tổng thống Pháp                                         |
| Gruzia                               | Mikheil Saakashvili             | Tổng thống Gruzia                                       |
| Đức                                  | Horst Seehofer                  | Chủ tịch nghị viện Đức                                  |
| Ấn Độ                                | Manmohan Singh                  | Thủ tướng Ấn Độ                                         |
| Indonesia                            | Susilo Bambang Yudhoyono        | Tổng thống Indonesia                                    |
| Cơ quan Năng lượng Nguyên tử Quốc tế | Yukiya Amano                    | Tổng thư ký Cơ quan Năng lượng Nguyên tử Quốc tế        |
| Israel                               | Dan Meridor                     | Bộ trưởng các Cục tình báo Israel                       |
| Italia                               | Mario Monti                     | Thủ tướng Italia                                        |
| Nhật Bản                             | Yoshihiko Noda                  | Thủ tướng Nhật Bản                                      |
| Jordan                               | Abdullah II                     | Vua Jordan                                              |
| Kazakhstan                           | Nursultan Nazarbayev            | Tổng thống Kazakhstan                                   |
| Malaysia                             | Najib Tun Razak                 | Thủ tướng Malaysia                                      |
| México                               | Felipe Calderón                 | Tổng thống México                                       |
| Maroc                                | Abbas El Fassi                  | Thủ tướng Maroc                                         |
| Hà Lan                               | Uri Rosenthal                   | Bộ trưởng ngoại giao                                    |
| New Zealand                          | John Key                        | Thủ tướng New Zealand                                   |
| Nigeria                              | Goodluck Jonathan               | Tổng thống Nigeria                                      |
| Na Uy                                | Jens Stoltenberg                | Thủ tướng Na Uy                                         |
| Pakistan                             | Yousaf Raza Gillani             | Thủ tướng Pakistan                                      |
| Philippines                          | Benigno Simeon Aquino III       | Tổng thống Philippines                                  |
| Ba Lan                               | Donald Tusk                     | Thủ tướng Ba Lan                                        |
| Nga                                  | Dmitry Medvedev                 | Tổng thống Nga                                          |
| Ả Rập Xê Út                          | Abdullah bin Abdul-Aziz Al Saud | Vua Ả Rập Xê Út                                         |
| Singapore                            | Lee Hsien Loong                 | Thủ tướng Singapore                                     |
| Nam Phi                              | Jacob Zuma                      | Tổng thống Nam Phi                                      |
| Hàn Quốc Chủ nhà                     | Lee Myung-bak                   | Tổng thống Hàn Quốc                                     |
| Tây Ban Nha                          | Mariano Rajoy                   | Thủ tướng Tây Ban Nha                                   |
| Thụy Điển                            | Fredrik Reinfeldt               | Thủ tướng Thụy Điển                                     |
| Thụy Sĩ                              | Doris Leuthard                  | Tổng thống Thụy Sĩ                                      |
| Thái Lan                             | Yingluck Shinawatra             | Thủ tướng Thái Lan                                      |
| Thổ Nhĩ Kỳ                           | Recep Tayyip Erdoğan            | Thủ tướng Thổ Nhĩ Kỳ                                    |
| Ukraina                              | Viktor Yanukovych               | Tổng thống Ukraina                                      |
| Các tiểu vương quốc Ả Rập thống nhất | Mohammed bin Zayed Al Nahyan    | Tổng thống Các tiểu vương quốc Ả Rập thống nhất         |
| Vương quốc Anh                       | David Cameron                   | Thủ tướng Vương quốc Anh                                |
| Liên Hợp Quốc                        | Ban Ki-moon                     | Tổng thư ký Liên Hợp Quốc                               |
| Hoa Kỳ                               | Barack Obama                    | Tổng thống Hoa Kỳ                                       |
| Việt Nam                             | Nguyễn Tấn Dũng                 | Thủ tướng Việt Nam                                      |